# Citroën DS3 R3
La Citroën DS3 R3, talvolta denominata DS3 R3T, è una versione da competizione derivata dalla Citroën DS3 e sviluppata dalla Citroën Racing, il reparto corse della casa automobilistica francese Citroën, appositamente per competere nella serie WRC-3 del Campionato del mondo rally, conformemente alle normative per il Gruppo R. La vettura iniziò a gareggiare in competizioni internazionali a partire dal 2010.

## La DS3 R3 del 2010

### Il progetto e i primi test

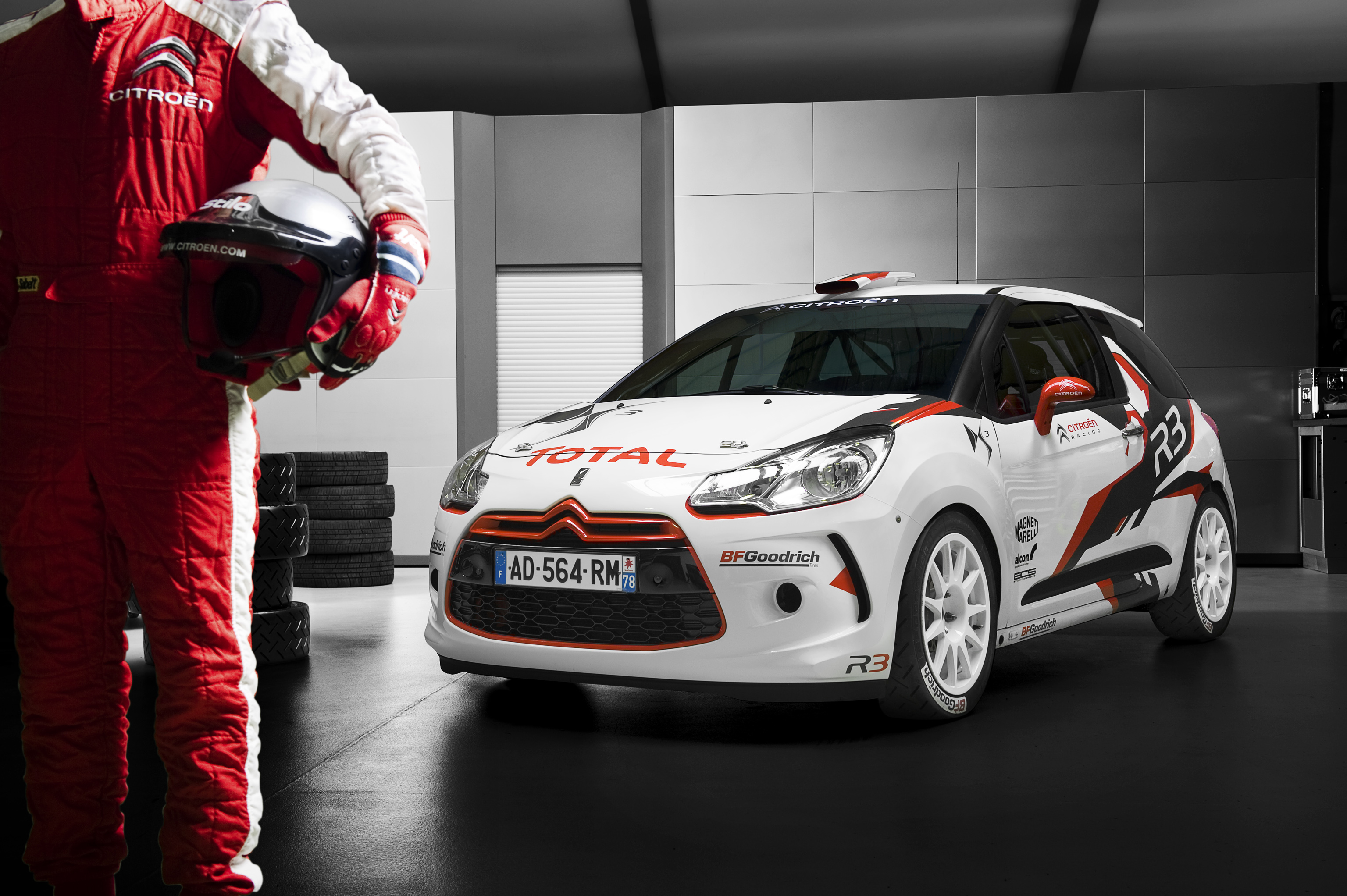
LA DS3 R3 in un'immagine promozionale

Dopo le vittorie conseguite nel mondiale WRC, nel 2009 la Citroën decise di realizzare un modello direttamente derivato da una versione stradale della compatta francese, omologabile su strada e personalizzabile con un kit per le competizioni. L'intento della nuova DS3 R3 era quello essere venduta a scuderie e piloti privati, creando una vettura affidabile, con costi contenuti e capace di essere competitiva nella classe R3T del campionato WRC-3. 
Dopo circa un anno di sviluppo che ha visto la nuova vettura accumulare in totale 10000 km di test sia su asfalto che su terra, il 1º agosto 2010 la DS3 R3 venne omologata dalla FIA e poi presentata ufficialmente, pronta per il debutto in gara all'Ulster Rally, in Irlanda del Nord, previsto per la fine del mese, e per essere venduta ai clienti con in programma la disputa di 7 rally durante la parte finale dell'anno.

### Specifiche
Il motore è un 1.6 litri derivato dal 1.6 THP PSA di serie, quattro cilindri in linea disposto trasversalmente, distribuzione DOHC, 16 valvole a iniezione diretta Magneti Marelli e dotato di turbocompressore con restrittore in aspirazione di 29 mm (come da regolamento). Esso eroga una potenza di 210 CV a 4750 giri/min e una coppia massima di 350 Nm (a 3000 giri/min). La trasmissione è a trazione anteriore con differenziale ZF autobloccante, cambio sequenziale a sei rapporti con comandi al volante (direttamente derivato da quello della Citroën C4 WRC) e frizione a doppio disco in materiale cerametallico. Le sospensioni anteriori sono di tipo MacPherson e le posteriori sono di tipo ad H, tutte con ammortizzatori BOS regolabili mentre l'impianto frenante è dotato all'anteriore di dischi autoventilanti da 300 mm di diametro in assetto terra e 330 mm su asfalto con pinze a quattro pistoncini (fornite dalla Alcon) mentre al posteriore i dischi sono da 300 mm e le pinze a due pistoncini. L'auto monta cerchi da 17" su asfalto e da 15" su ghiaia con pneumatici Pirelli.

### Carriera sportiva

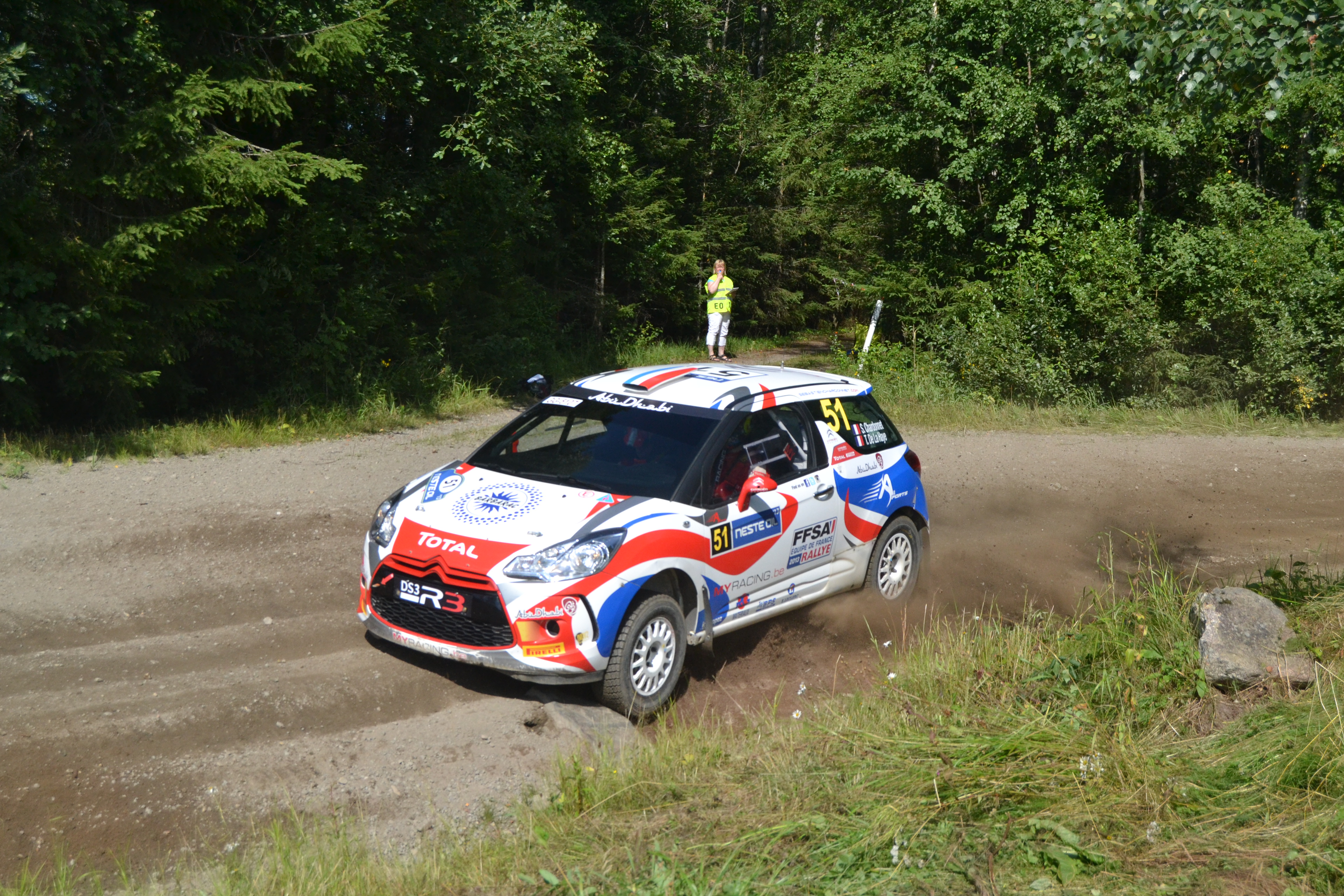
La DS3 R3 di Sébastien Chardonnet al Rally di Finlandia 2013

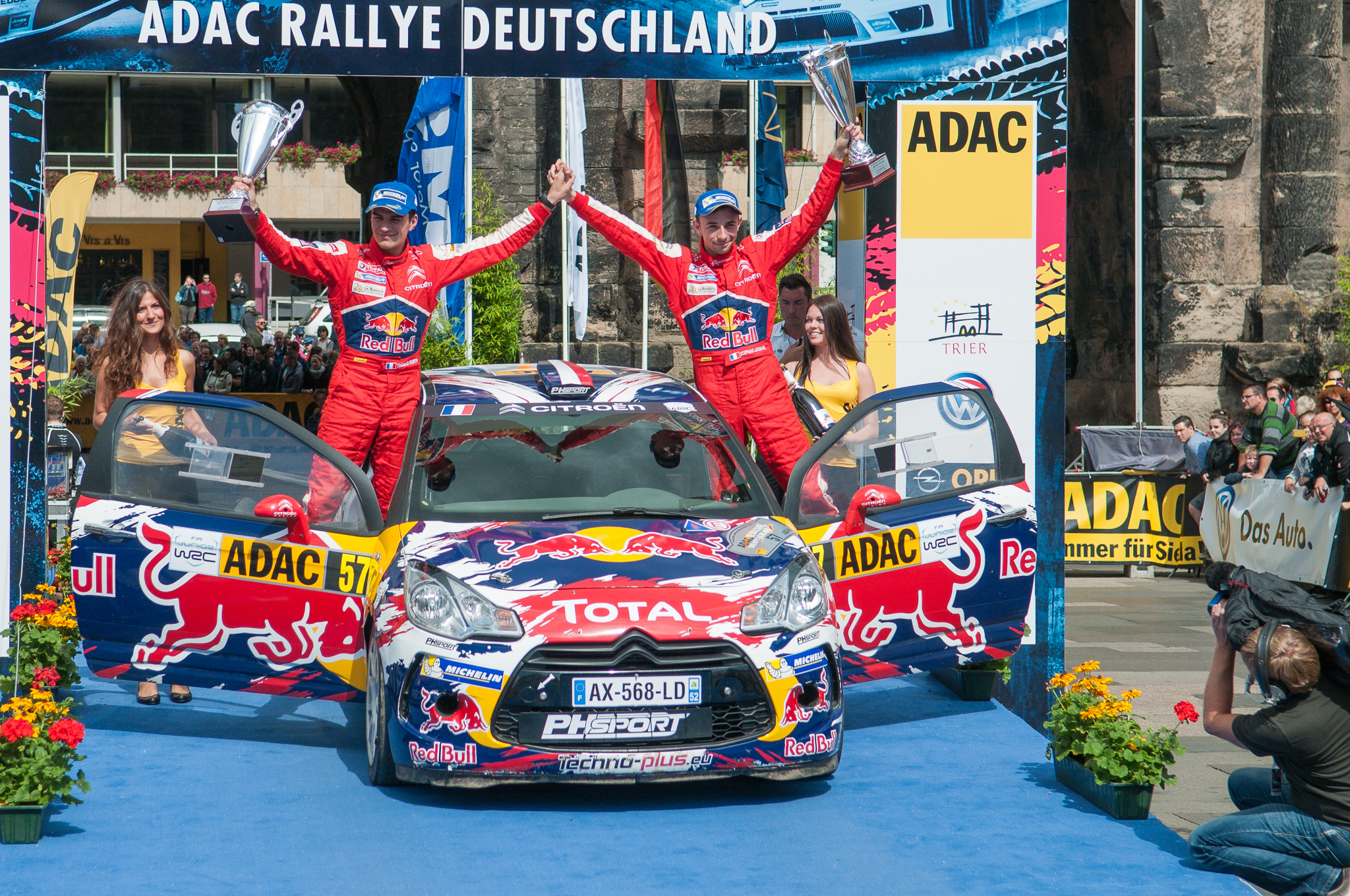
La DS3 R3 di Stéphane Lefebvre al Rally di Germania 2014

La DS3 R3 disputò le sue prime gare sul finire del 2010 e debuttò nel mondiale WRC a marzo del 2011, in occasione del Rally del Portogallo. Sia nel 2011 che nel 2012 gareggiò nel campionato PWRC, dedicato alle vetture produzione. Nel 2011 vinse il Campionato Italiano Rally nella categoria Junior con Simone Campedelli.
Nel 2013 la FIA istituì la serie WRC-3, categoria che venne di fatto monopolizzata dalla vettura francese, che venne utilizzata da tutti i partecipanti al campionato e vinse quindi tutte le gare, aggiudicandosi il trofeo a fine stagione con Sébastien Chardonnet. 
Il dominio della DS3 R3 si protrasse anche durante il 2014 e ci fu il secondo titolo di categoria, stavolta vinto da Stéphane Lefebvre. La casa francese si aggiudicò inoltre la fornitura delle proprie vetture ai contendenti per il campionato Junior WRC in regime di monopolio, rimpiazzando la M-Sport, che aveva equipaggiato la serie nelle annate precedenti con le Ford Fiesta R2.

### Palmarès
2013
- - Campionato piloti e copiloti World Rally Championship-3, con Sébastien Chardonnet e Thibault de la Haye
- - Campionato costruttori World Rally Championship-3 con la squadra Charles Hurst Citroën Belfast

2014
- - Campionato piloti e copiloti World Rally Championship-3, con Stéphane Lefebvre e Thomas Dubois
- - Campionato costruttori World Rally Championship-3 con la squadra ADAC Team Weser-Ems e.V.

#### Vittorie WRC-3
| #  | Anno | Rally                                   | Superficie   | Pilota               | Co-pilota             |
| -- | ---- | --------------------------------------- | ------------ | -------------------- | --------------------- |
| 1  | 2013 | 81éme Rallye Automobile de Monte-Carlo  | Neve/Asfalto | Sébastien Chardonnet | Thibault de la Haye   |
| 2  | 2013 | 47º Vodafone Rally de Portugal 2013     | Sterrato     | Bryan Bouffier       | Xavier Panseri        |
| 3  | 2013 | 10º Rally Italia Sardegna               | Sterrato     | Christian Riedemann  | Lara Vanneste         |
| 4  | 2013 | 63rd Neste Oil Rally Finland            | Sterrato     | Keith Cronin         | Marshall Clarke       |
| 5  | 2013 | 31. ADAC Rallye Deutschland             | Asfalto      | Sébastien Chardonnet | Thibault de la Haye   |
| 6  | 2013 | 4éme Rallye de France - Alsace          | Asfalto      | Quentin Gilbert      | Renaud Jamoul         |
| 7  | 2013 | 49º RallyRACC Catalunya - Costa Daurada | Asfalto      | Enrique García Ojeda | Borja Odriozola       |
| 8  | 2013 | 69th Wales Rally GB                     | Sterrato     | Jukka Korhonen       | Marko Salminen        |
| 9  | 2014 | 82éme Rallye Automobile de Monte-Carlo  | Neve/Asfalto | Quentin Gilbert      | Renaud Jamoul         |
| 10 | 2014 | 48º Vodafone Rally de Portugal 2013     | Sterrato     | Stéphane Lefebvre    | Thomas Dubois         |
| 11 | 2014 | 71st Lotos Rally Poland - Rajd Polski   | Sterrato     | Stéphane Lefebvre    | Thomas Dubois         |
| 12 | 2014 | 64th Neste Oil Rally Finland            | Sterrato     | Teemu Suninen        | Juha-Pekka Jauhiainen |
| 13 | 2014 | 32. ADAC Rallye Deutschland             | Asfalto      | Stéphane Lefebvre    | Thomas Dubois         |
| 14 | 2014 | 50º RallyRACC Catalunya - Costa Daurada | Asfalto      | Mohamed Al-Mutawaa   | Stephen McAuley       |
| 15 | 2014 | 70th Wales Rally GB                     | Sterrato     | Alastair Fisher      | Gordon Noble          |

#### Vittorie IRC 2WD
| # | Anno | Rally                                              | Superficie | Pilota            | Co-pilota      |
| - | ---- | -------------------------------------------------- | ---------- | ----------------- | -------------- |
| 1 | 2012 | 71° Circuit of Ireland                             | Asfalto    | Marty McCormack   | David Moynihan |
| 2 | 2012 | 96° Targa Florio - Rally Internazionale di Sicilia | Asfalto    | Simone Campedelli | Danilo Fappani |
| 3 | 2012 | 40° San Marino Rally                               | Sterrato   | Harry Hunt        | Robbie Durant  |
| 4 | 2012 | 42° Barum Czech Rally Zlín                         | Asfalto    | Jan Černý         | Pavel Kohout   |
| 5 | 2012 | 54° Rallye Sanremo                                 | Asfalto    | Simone Campedelli | Danilo Fappani |
| 6 | 2012 | 41° Cyprus Rally                                   | Sterrato   | Harry Hunt        | David Moynihan |

#### Vittorie ERC 2WD
| # | Anno | Rally                              | Superficie | Pilota              | Co-pilota        |
| - | ---- | ---------------------------------- | ---------- | ------------------- | ---------------- |
| 1 | 2013 | 13° Sibiu Rally Romania            | Sterrato   | Sebastian Barbu     | Horațiu Baltador |
| 2 | 2013 | 70° Rajd Polski                    | Sterrato   | Radosław Raczkowski | Łukasz Gwiazda   |
| 3 | 2013 | 55° Rallye Sanremo                 | Asfalto    | Alex Vittarini      | Sara Tavecchio   |
| 4 | 2013 | 54° Rallye International du Valais | Asfalto    | Sylvain Michel      | Sandra Arlettaz  |
| 5 | 2014 | 72th Circuit of Ireland            | Asfalto    | Daniel McKenna      | Arthur Kierans   |

## La DS3 R3 Max
A gennaio del 2014 venne svelata la nuova versione della DS3 R3, chiamata R3 Max, che venne fatta debuttare al Rally di Monte Carlo, dove Sébastien Chardonnet ottenne un undicesimo posto assoluto e primo nella sua classe (la RC3), pur non essendo iscritto ufficialmente al mondiale WRC-3.
La nuova vettura mantenne le caratteristiche della prima DS3 R3, di cui fu una diretta evoluzione: il motore venne infatti ulteriormente potenziato, arrivando a erogare 234 CV (24 in più) e garantendo una coppia massima di 420 Nm in luogo dei 350 assicurati dalla precedente versione. L'incremento è stato ottenuto lavorando sulla testata, sul sistema di scarico e sul turbocompressore. La nuova auto montava pneumatici Michelin

### Carriera sportiva

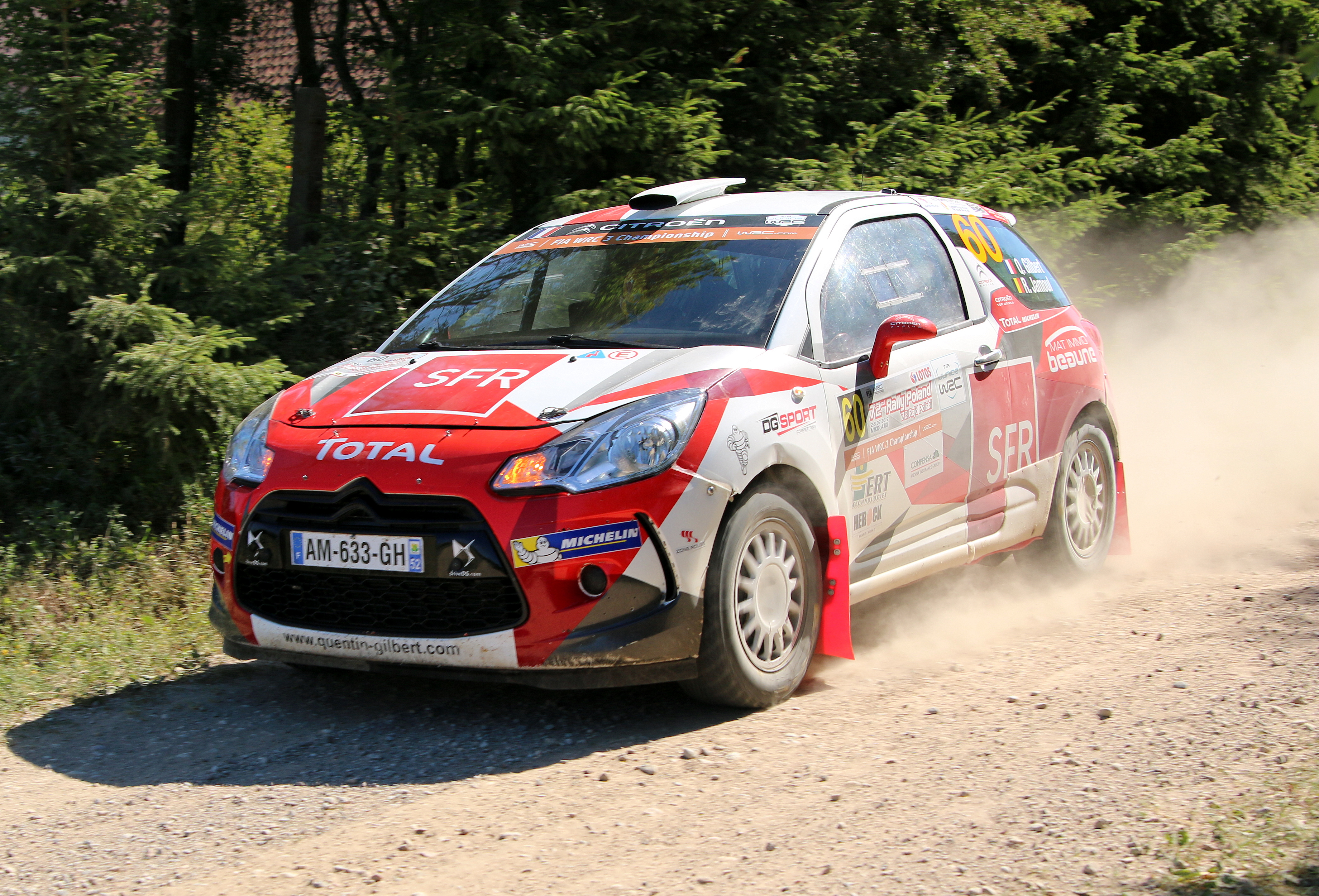
La DS3 R3 Max di Quentin Gilbert al Rally di Polonia nel 2015

La nuova R3 Max, dopo il sorprendente debutto al Rally di Monte Carlo 2014, rimpiazzò la vecchia versione a partire dal mondiale 2015 e fu ancora la vettura maggiormente utilizzata dai concorrenti della categoria WRC-3, vinta da Quentin Gilbert che si aggiudicò anche il mondiale monomarca Junior WRC. 
Nel 2016 ci fu maggiore concorrenza da parte delle vetture rivali, le Peugeot 208 R2 e le Renault Clio R3T ma la vettura francese riuscì comunque ad aggiudicarsi il quarto campionato consecutivo nella serie WRC-3, stavolta con SImone Tempestini, che dominò anche la classifica dello Junior WRC. 
In vista della stagione 2017 ci fu un cambio di rotta da parte della FIA riguardo alla fornitura delle vetture per il campionato Junior WRC. Gli organizzatori stipularono infatti un contratto con la M-Sport che tornò quindi a essere il fornitore ufficiale della serie come nel 2012, portando in gara le proprie Ford Fiesta R2T. La vettura francese non riuscì più a imporsi nella categoria WRC-3, vincendo una sola gara (il Rally del Portogallo) e cedendo il passo e il titolo alle vetture anglo-americane e venendo sopravanzate in classifica anche dalle "cugine" 208 R2.

### Palmarès
2015
- - Campionato piloti e copiloti World Rally Championship-3, con Quentin Gilbert e Renaud Jamoul
- - Campionato costruttori World Rally Championship-3 con la squadra Printsport

2016
- - Campionato piloti e copiloti World Rally Championship-3, con Simone Tempestini e Giovanni Bernacchini
- - Campionato costruttori World Rally Championship-3 con la squadra Saintéloc Junior Team

#### Vittorie WRC-3
| #  | Anno | Rally                                        | Superficie   | Pilota              | Co-pilota            |
| -- | ---- | -------------------------------------------- | ------------ | ------------------- | -------------------- |
| 1  | 2015 | 83éme Rallye Automobile de Monte-Carlo       | Neve/Asfalto | Quentin Gilbert     | Renaud Jamoul        |
| 2  | 2015 | 63rd Rally Sweden                            | Neve         | Ole Christian Veiby | Anders Jæger         |
| 3  | 2015 | 49º Vodafone Rally de Portugal               | Sterrato     | Quentin Gilbert     | Renaud Jamoul        |
| 3  | 2015 | 12º Rally Italia Sardegna                    | Sterrato     | Teemu Suninen       | Mikko Markkula       |
| 4  | 2015 | 72nd Lotos Rally Poland - Rajd Polski        | Sterrato     | Simone Tempestini   | Matteo Chiarcossi    |
| 5  | 2015 | 65th Neste Oil Rally Finland                 | Sterrato     | Quentin Gilbert     | Renaud Jamoul        |
| 6  | 2015 | 58éme Tour de Corse                          | Asfalto      | Simone Tempestini   | Matteo Chiarcossi    |
| 7  | 2015 | 51º RallyRACC Catalunya - Costa Daurada      | Asfalto      | Quentin Gilbert     | Renaud Jamoul        |
| 8  | 2015 | 71th Wales Rally GB                          | Sterrato     | Ole Christian Veiby | Anders Jæger         |
| 9  | 2016 | 84éme Rallye Automobile de Monte-Carlo       | Neve/Asfalto | Ole Christian Veiby | Jonas Andersson      |
| 10 | 2016 | 64th Rally Sweden                            | Neve         | Michel Fabre        | Maxime Vilmot        |
| 11 | 2016 | 13º Rally Guanajuato Mexico                  | Sterrato     | Michel Fabre        | Maxime Vilmot        |
| 12 | 2016 | 36º YPF Rally Argentina                      | Sterrato     | Michel Fabre        | Maxime Vilmot        |
| 13 | 2016 | 50º Vodafone Rally de Portugal               | Sterrato     | Simone Tempestini   | Giovanni Bernacchini |
| 14 | 2016 | 73rd PZM Rajd Polski - Rally Poland          | Sterrato     | Simone Tempestini   | Giovanni Bernacchini |
| 15 | 2016 | 66th Neste Rally Finland                     | Sterrato     | Ole Christian Veiby | Stig Rune Skjærmoen  |
| 16 | 2016 | 34. ADAC Rallye Deutschland                  | Asfalto      | Simone Tempestini   | Giovanni Bernacchini |
| 17 | 2016 | 59éme Che Guevara Energy Drink Tour de Corse | Asfalto      | Laurent Pellier     | Benoît Neyret-Gigot  |
| 18 | 2016 | 72nd Wales Rally GB                          | Sterrato     | Martin Koči         | Lukáš Kostka         |
| 19 | 2016 | 25th Kennards Hire Rally Australia           | Sterrato     | Michel Fabre        | Maxime Vilmot        |
| 20 | 2017 | 51º Vodafone Rally de Portugal               | Sterrato     | Francisco Name      | Armando Zapata       |